# Distretto di Hamana
Il distretto di Hamana (浜名郡?, Hamana-gun) era uno dei distretti della prefettura di Shizuoka, in Giappone.
Prima della soppressione, ne faceva parte solo la cittadina di Arai. Il 23 marzo 2010, Arai è stata assorbita dalla municipalità di Kosai e, a partire da tale data, il distretto di Hamana ha cessato di esistere.